# Ґайб
Ґайб — в ісламі — таємне; незбагненна божественна таємниця; знання, доступне лише богу.

Те, що неможливо побачити очима або відчути органами почуттів, але яке можна лише усвідомити, або дізнатись із Писання.
Ґайба — термін шиїтської догматики, що позначає «прихований стан» імама. Уявлення про «прихованого» імама Мухаммада аль-Магді і його повернення зародилося серед шиїтів.